# Josef Fischer (Radsportler)

Josef Fischer (1903)

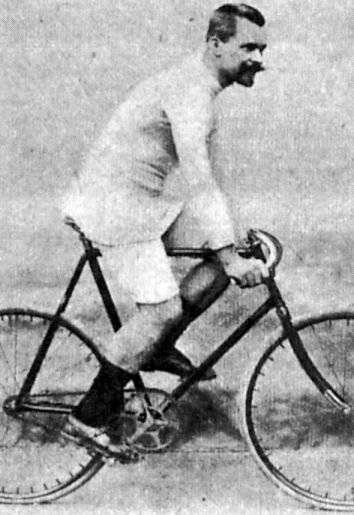
Fischer auf dem Fahrrad

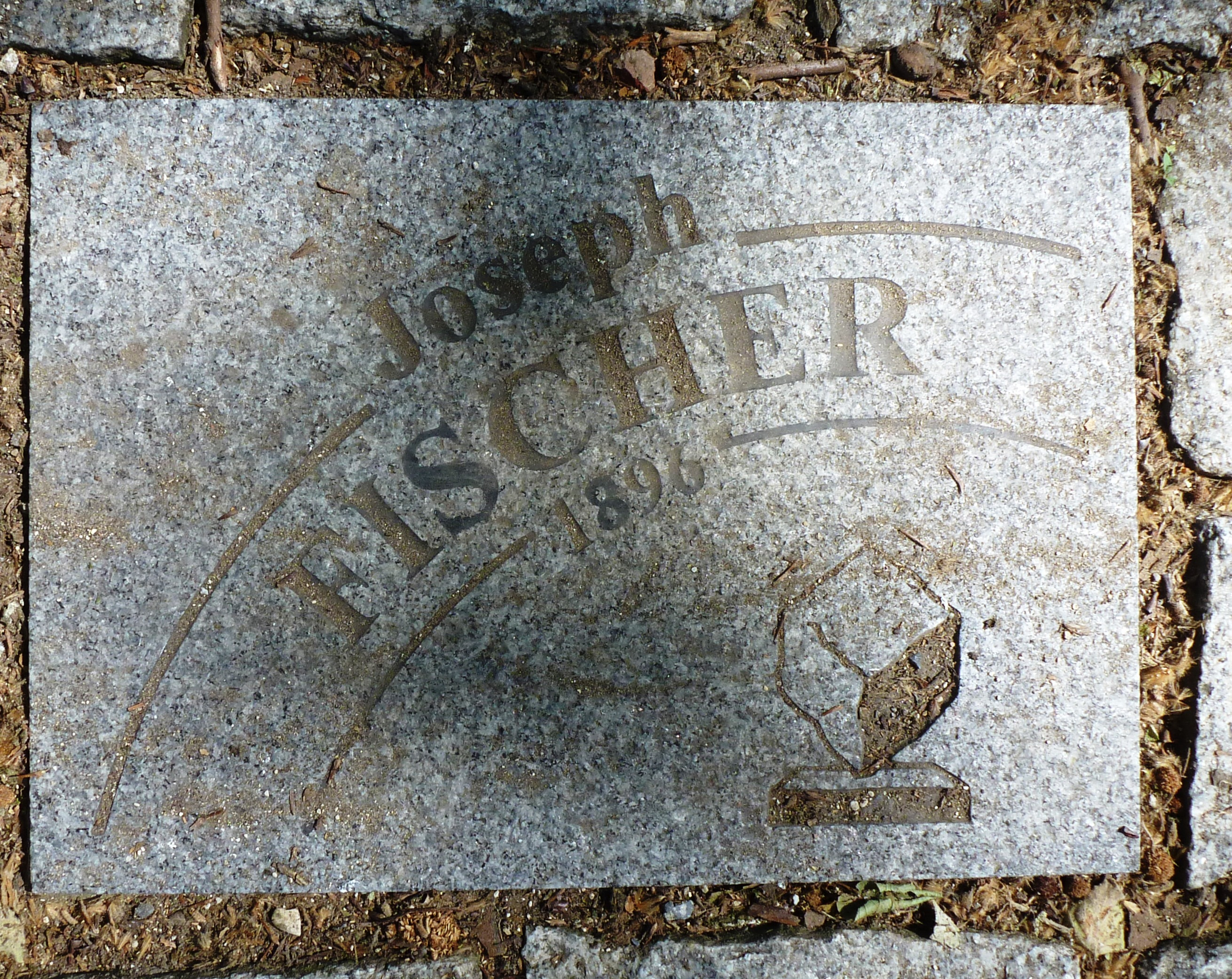
Pflasterstein in Roubaix zur Erinnerung an Fischers Sieg beim Rennen Paris-Roubaix

Fischer vor dem Rennen gegen ein Pferd (1895)

Josef Fischer (* 20. Januar 1865 in Atzlern bei Neukirchen beim Heiligen Blut, Oberpfalz; † 3. März 1953 in München) war der erste bedeutende deutsche Straßen-Radrennfahrer.

## Sportliche Laufbahn
Zu seiner Zeit galt Fischer als der beste Straßenfahrer der Welt. Im Jahr 1892 gewann Fischer Wien–Triest, 1893 die Distanzradfahrt Wien–Berlin, 1894 dann Mailand–München. Er war auch der erste Gewinner des Rennens Paris–Roubaix im Jahr 1896 und blieb bis zum Sieg von John Degenkolb 2015 für 119 Jahre der einzige deutsche Radsportler, der dieses Rennen für sich entscheiden konnte. Für die 280 Kilometer benötigte er 9 Stunden 17 Minuten. 1900 siegte er beim Rennen Bordeaux–Paris. 1903 nahm er als einziger Deutscher an der ersten Austragung der Tour de France teil und wurde 15.
Fischers Karriere als Radrennfahrer währte von 1892 bis 1904; ab 1897 hatte er auch als Bahnfahrer Erfolge. Im August 1894 schaffte er es, mit dem Rad schneller zu sein, als ein Wildwest-Reiter, der sich fälschlicherweise als Sohn von Buffalo Bill ausgab; beim Siebenstundenrennen in München konnte Fischer auf dem Rad 258,5 km, sein Kontrahent auf verschiedenen Pferden 209 km zurücklegen.

## Berufliches
Nach seinem Rücktritt vom aktiven Radsport blieb Fischer zunächst in Paris und arbeitete als Chauffeur für adlige Kunden. Während des Ersten Weltkriegs musste er Frankreich verlassen und kehrte nach Deutschland zurück.

## Trivia
Walter Rütt übermittelte die Anekdote, nach der Fischer nach seinem Sieg bei der Distanzfahrt Wien–Berlin einen angebotenen Stuhl mit den Worten ablehnte: „Danke schön, habe lange genug gesessen, freue mich, mal stehen zu können.“

## Erfolge
1892
- München–Pilsting (205 km)
- München–Coburg  (300 km)

1893
- Wien–Berlin (580 km in 31:00:22,2 Stunden)
- Moskau–St. Petersburg
- Freiburg–Colmar–Basel (300 km)

1894
- Mailand–München  (587 km in 29:30 Stunden)[2]
- Triest–Graz–Wien  (509 km)

1895
- Triest–Graz–Wien

1896
- Paris–Roubaix
- Deutsche Meisterschaft der Steher

1897
- Vier Tage von Hamburg

1899
- Vier Tage von Hamburg

1900
- Bordeaux–Paris